# Insenatura Whirlwind
L'insenatura Whirlwind (in inglese Whirlwind Inlet) è un'insenatura lunga circa 13 km e larga 22 all'imboccatura, situata sulla costa di Bowman, nella parte sud-orientale della Terra di Graham, in Antartide. L'insenatura si estende da capo Northrop al nunatak Tent ed è completamente ricoperta da quello che rimane della piattaforma glaciale Larsen C.
All'interno dell'insenatura, o comunque della cale situate sulla sua costa, si gettano, andando al alimentare la suddetta piattaforma, diversi ghiacciai, tra cui il Chamberlin, il Demorest, il Flint e il Matthes.

## Storia
Sir Hubert Wilkins fotografò per la prima volta l'insenatura durante una ricognizione aerea effettuata il 20 dicembre 1928. Wilkins riportò inoltre la presenza di quattro ghiacciai che entravano in essa battezzandoli ghiacciai Whirlwind poiché gli ricordavano la disposizione dei cilindri radiali del suo motore Wright Whirlwind (i quali più tardi furono ribattezzati Chamberlin, Demorest, Flint e Matthes). L'insenatura fu di nuovo sorvolata e fotografata nel 1940 da una spedizione del Programma Antartico degli Stati Uniti d'America e infine mappata nel 1947 dal British Antarctic Survey, che all'epoca si chiamava ancora Falkland Islands and Dependencies Survey.